# Glenea zalinensis
Glenea zalinensis là một loài bọ cánh cứng trong họ Cerambycidae.